# Lagoa (Açores)
Lagoa és un municipi de les Açores (Portugal), a l'illa de São Miguel. Se sotsdivideix en cinc parròquies:
- Água de Pau
- Cabouco
- Nossa Senhora do Rosário (Lagoa)
- Ribeira Chã
- Santa Cruz (Lagoa)

| Població del municipi de Lagoa (1849 – 2004) | Població del municipi de Lagoa (1849 – 2004) | Població del municipi de Lagoa (1849 – 2004) | Població del municipi de Lagoa (1849 – 2004) | Població del municipi de Lagoa (1849 – 2004) | Població del municipi de Lagoa (1849 – 2004) | Població del municipi de Lagoa (1849 – 2004) | Població del municipi de Lagoa (1849 – 2004) |
| -------------------------------------------- | -------------------------------------------- | -------------------------------------------- | -------------------------------------------- | -------------------------------------------- | -------------------------------------------- | -------------------------------------------- | -------------------------------------------- |
| 1849                                         | 1900                                         | 1930                                         | 1960                                         | 1981                                         | 1991                                         | 2001                                         | 2004                                         |
| 5.387                                        | 11.963                                       | 10.954                                       | 13.944                                       | 12.849                                       | 12.900                                       | 14.126                                       | 14.698                                       |